# Gueltara-Berge
Die Gueltara-Berge liegen im Wilayat Ain Temouchent im Nordwesten von Algerien und sind ein Mittelgebirge. Der höchste Punkt liegt auf 755 m.